# Глинис Джонс
Глинис Джонс (на английски: Glynis Johns) е британска актриса. Джонс беше честа звезда на британското кино и Кино на САЩ.

## Биография
Джонс е роден в Претория, Южноафрикански съюз в семейство на театрал. Тя беше дъщеря на Мервин Джонс, Уелсци актьор, и Алис Стийл, пианистка.
Джонс прави своя екранен дебют в „South Riding“ (1938). Тя става видна актриса през 40-те години след ролите си в „Миранда“ (1948) и „Третият късмет“ (1949).
Джонс е номинирана за Оскар за ролята си на г-жа Фърт в „The Sundowners“ (1960)
Джонс играе г-жа Уинифред Банкс в „Мери Попинз“ (1964) на Уолт Дисни.
Джонс почина на 4 януари 2024 г. на 100-годишна възраст.

## Избрана филмография
- Около света за 80 дни (1956)
- Мери Попинз (1964)